# A State of Trance
A State of Trance, ook wel ASOT genoemd, is een wekelijks radioprogramma dat wordt samengesteld door de Nederlandse diskjockey en muziekproducent Armin van Buuren en in 84 landen en door 100 radiostations syndicated wordt uitgezonden. Het wordt door naar schatting 37 miljoen mensen beluisterd en is daarmee een van de best beluisterde internationale radioprogramma's. A State of Trance werd opgericht door Armin van Buuren. Het programma was in mei 2001 voor het eerst te beluisteren via ID&T Radio (de voorganger van Slam!FM). Het programma heeft de vorm van een twee uur durende mix waarin Van Buuren nieuwe trancemuziek draait.
Het programma was tot 2011 in Nederland op vrijdagavond tijdens Clubbin' via Slam!FM te beluisteren en tussen 4 maart 2011 en augustus 2020 bij Radio 538. In september 2020 verhuisde het naar Qmusic, waar hij tevens het  programma Worldwide Club 20 presenteerde. In 2022 keerde het terug naar Radio 538. Daar nam hij ook de presentatie van de Dance Department tot zijn rekening. 

## Geschiedenis
Op 17 augustus 2000 draaide Van Buuren voor het eerst op de radio. Destijds heette het programma Into Trance, uitgezonden op ID&T Radio. Op 18 mei 2001 werd de eerste episode (000) van A State of Trance uitgezonden, nadat Robin Albers hem had gevraagd of hij misschien een programma wilde starten. Vanaf 1 juni 2001 was het daarna wekelijks op deze zender te horen. Vanaf episode 017 werd het voortaan uitgezonden op donderdag (voorheen was het altijd op vrijdag). Episode 182, waarin tevens de eerste jaarmix te horen viel, was de laatste episode bij ID&T, aangezien het programma onverwachts stopgezet werd nadat het radiostation besloten had op een andere manier muziek te gaan draaien. Episode 183 was hierdoor een maand later te horen via ETN.fm, een internetradiostation. Omdat Van Buuren eerder al had gemerkt dat de show wereldwijd werd gevolgd, besloot hij vanaf deze episode in plaats van in het Nederlands, in het Engels te presenteren. Vanaf episode 185 was de show weer verplaatst van station, ditmaal zou het via DI.FM te horen zijn.
Vanaf 2007 was het programma ook weer op de Nederlandse radio te horen via Slam!FM. De episodes op de Nederlandse radio zijn altijd in het Nederlands gebleven, behalve bij sommige speciale gelegenheden.
Op 17 januari 2011 maakte Van Buuren in Evers Staat Op bekend dat A State of Trance vanaf 4 maart 2011 te horen zou zijn bij Radio 538. Het programma was op vrijdag van 22.00 tot 00.00 uur te beluisteren en de herhaling op zaterdag van 02.00 tot 04.00 uur. Vanaf 13 september 2013 werd dit programma opgeschoven naar 23.00 tot 01.00 uur en de herhaling op zaterdag van 01.00 tot 03.00 uur. Vanaf 29 november 2014 kwam de herhaling te vervallen en in plaats daarvan kwam The Martin Garrix Show en Nu Talent voor in de plaats.
Sinds februari 2017, aflevering 800, wordt er met een vernieuwd systeem gewerkt. Hiervoor is een volledige radiostudio ingericht en wordt live uitgezonden via het internet, met video via YouTube, Twitch, Facebook en meer. Hierna wordt dan, voor elke radiozender apart de show op andere tijdstippen uitgezonden. Ook valt de episode dan terug te luisteren via streamingdiensten, zoals Spotify, iTunes, Mixcloud en Deezer. Ook kreeg sidekick Ruben de Ronde vanaf deze aflevering een grotere rol binnen de presentatie van de radioshow.
Vanaf 1 juli 2019 werd het programma op Radio 538 van tijdslot verplaatst van vrijdag tussen 23.00 en 01.00 uur naar zondag tussen 01.00 en 02.00 uur. Het programma duurde ook nog maar een uur. Op 23 augustus 2020 was het de laatste uitzending op Radio 538. Vanaf 5 september 2020 viel het programma te beluisteren op Qmusic op zondag tussen 01.00 en 03.00, waarmee het programma weer twee uur zou gaan duren.
In aflevering 972 van de radioshow kondigde Van Buuren aan het tweede uur voortaan afwezig te zijn. Hij wilde van A State of Trance namelijk meer een soort "podium" maken voor trancemuziek, door andere artiesten het roer gedeeltelijk over te laten nemen. Elke week is uur 2 in handen van Ruben de Ronde, met diverse gasten, en 1 keer in de maand vaste resident Ferry Corsten.

## Speciale afleveringen en festivals
De 100e episode werd gevierd met een vijf uur durende show, met gasten als Marco V en Harry Lemon, die een mix van de beste nummers van de afgelopen 100 episodes draaiden. De 200e episode was een vier uur durende show, met hierin de meest aangevraagde nummers van luisteraars, gevolgd door een gastmix van Gabriel & Dresden en afsluitend met een één uur durende liveshow gehouden door Armin zelf vanaf het Museumplein in Amsterdam.
Op 25 mei 2006 vierde A State of Trance zijn 250ste aflevering en vijfjarig jubileum met een acht uur durende liveshow met diverse gasten, waaronder Menno de Jong, M.I.K.E. (Push) en Rank 1, gehouden vanuit de Asta in Den Haag, Nederland.
In juni 2007 bereikte A State of Trance de mijlpaal van 300 afleveringen. Dit werd gevierd met een zeven uur durende aflevering, rechtstreeks uitgezonden vanaf de Pettelaarse Schans in 's-Hertogenbosch.
Op 1 mei 2008 werd in Noxx te Antwerpen de 350ste aflevering van A State of Trance gevierd.
Dit acht uur durende feest werd rechtstreeks uitgezonden. De dj's die draaiden op dit feest waren: Roger Shah, M.I.K.E., John O'Callaghan, Aly & Fila, Nic Chagall, Markus Schulz en Van Buuren zelf.
Op 16, 17 en 18 april 2009 vierde A State of Trance de 400ste aflevering met een 72 uur durende aflevering op drie verschillende locaties, in Wuppertal (Duitsland), Birmingham en Rotterdam.
Van 1 tot en met 5 april 2010 vierde A State of Trance de 450ste aflevering. Er vonden vijf dagen lang feesten op verschillende locaties plaats, in Toronto, New York, Bratislava en Wrocław.
Ook maakte Van Buuren tijdens Trance Energy 2010 op zaterdag 3 april zijn opwachting door middel van een satellietverbinding tussen New York en de Jaarbeurs in Utrecht. Zo kon hij alsnog een twintig minuten durende mix neerzetten op Trance Energy, ter gelegenheid van zijn 450ste ASOT-episode.
A State of Trance aflevering 500 vond plaats in vijf verschillende steden, verspreid over vijf continenten. Johannesburg (19 maart 2011), Miami (26 maart 2011), Buenos Aires (2 april 2011), Den Bosch (9 april 2011) en Sydney (16 april 2011).
A State of Trance aflevering 550 werd ook niet overgeslagen. Dit werd in de maand maart op 6 plekken gevierd. Londen, Moskou, Kiev, Los Angeles, Miami en Den Bosch waren de plaatsen waar het zich af heeft gespeeld.
A State of Trance aflevering 600 werd in twaalf verschillende steden gevierd onder de naam "THE EXPEDITION": Madrid (14-02-2013), Mexico-Stad (16-02-2013), São Paulo (01-03-2013), Minsk (07-03-2013), Sofia (08-03-2013), Beiroet (09-03-2013), Kuala Lumpur (15-03-2013), Mumbai (16-03-2013), Miami (24-03-2013), New York (30-03-2013), Guatemala-Stad (31-03-2013) en als altijd afsluitend in eigen land op 4 podia in Den Bosch (06-04-2013).
Ook aflevering 650 leidde tot een wereldtournee: 'New Horizons' in Almaty, Jekaterinenburg, Santiago, Buenos Aires, Kuala Lumpur, Jakarta en Miami. Voor het eerst vond de Nederlandse editie plaats in de Jaarbeurs Hallen te Utrecht (16 februari 2014).
A State of Trance 700 werd gevierd als festival met het thema "Together in a State of Trance". In Sydney (07-02-2015), Melbourne (06-02-2015), Utrecht (21-02-2015), Miami (29-03-2015) en Buenos Aires (11-04-2015) werd dit festival gevierd. In maart 2016 kwamen alle muzikale hoogtepunten van de afgelopen vijftien jaar voorbij tijdens het 15e jubileumfestival (aflevering 750) in de Jaarbeurs van Utrecht.
Episodes 800, 850 en 950 vonden eveneens plaats in de Jaarbeurs.
Vanwege de coronapandemie werd het festival ter viering van episode 1000 uitgesteld. In plaats van in februari, zoals gebruikelijk, zou het festival plaatsvinden in september 2021, maar vanwege de aanhoudende maatregelen rondom de pandemie werd het festival verder uitgesteld tot 3 en 4 maart 2023.
Op 23 en 24 februari vonden er 2 avonden plaats van 22:00 tot 06:00, met vijf verschillende area's en meer dan 75 trance-artiesten. Deze editie was in Ahoy Rotterdam. In 2025 wordt A State Of Trance wederom georganiseerd in Ahoy als 2-daags evenement.

### Tune Of The Year en jaarmixes
Tegen het eind van elk jaar stemmen luisteraars van A State of Trance op hun top vijf van favoriete nummers van dat jaar. Hieruit wordt een top 20 opgesteld, die bij de een-na-laatste episode van het jaar bekend wordt gemaakt. Dit gebeurt al sinds het eerste jaar dat het programma werd uitgezonden; 2001.
De laatste episode van het jaar wordt sinds 2004 toegewijd aan de A State of Trance Yearmix, een twee-uur durende jaarmix, samengesteld door Van Buuren zelf, waarin de beste nummers van dat jaar te horen zijn. Deze mix wordt tevens uitgebracht op CD.
In 2021 werd ter ere van episode 1000 een speciale mix uitgebracht in de stijl van de eerder genoemde jaarmixes, met de 100 grootste nummers van de afgelopen 1000 episodes. Deze mix werd uitgezonden als episode 1001 en verscheen in maart ook op CD.

## Terugkerende elementen
Elke reguliere uitzending van A State of Trance bevat vijf speciaal uitgelichte tracks. Deze zijn als volgt:
- Tune of the Week: Van Buurens favoriete (nieuwe) nummer van de uitzending.
- Future Favorite: een door de luisteraars gekozen nummer dat de week ervoor ook al was gedraaid. Dit begon vanaf episode 090. De poll valt wekelijks te vinden op https://www.astateoftrance.com/futurefavorite/.
- Service for Dreamers: een door een luisteraar gekozen nummer, dat een speciale herinnering voor diegene naar boven doet komen, of waar diegene op een andere manier een speciale band mee heeft. Vaak mag de gekozen luisteraar hiervoor zelf naar de studio komen, om zijn of haar verhaal te doen en het nummer aan te kondigen.
- Trending Track: een veelbesproken trance-nummer op sociale media, begonnen vanaf episode 706.
- Progressive Pick: een nummer dat binnen het subgenre progressive trance valt, begonnen vanaf episode 717.

Voorheen was er ook een ASOT Radio Classic sectie, begonnen in episode 284 (met uitzondering van de eerste 16 episodes). Hiervoor koos Van Buuren een klassieker uit de oude doos, draaide hij deze en legde hij kort uit wat het nummer tot een klassieker maakte. Vanaf episode 770 tot 799 stond deze sectie bekend als Armin's Oldskool Classic. Na episode 799 werd het vervangen door de eerder genoemde Service for Dreamers.